# Turn!
Turn! is een Nederlandse documentaire uit 2019.

## Inhoud
Documentairemaakster Esther Pardijs volgt haar negenjarige zoon en zijn leeftijdgenoten die getalenteerde jonge turners zijn. Ook worden andere ouders die in dezelfde situatie zitten gevolgd en de coaches van de kinderen.

## Trivia
- De documentaire werd genomineerd voor het Gouden Kalf voor beste korte documentaire.[2]